# ニールセン・オンライン
ニールセン・オンラインはニールセン・カンパニーのオンラインの消費者視聴行動分析の会社。
2007年春にネットレイティングスはBuzzMetricsを買収した。
米国以外では、ニールセン・オンラインは、ヨーロッパ、ラテンアメリカ、アジア太平洋と18の国と地域でサービスを提供している。

## 日本法人
ニールセン デジタル株式会社（Nielsen Digital Co., Ltd.）は、米ニールセン・カンパニー（英語版:Nielsen Company）の日本法人。米ニールセン、トランスコスモス株式会社などの出資で設立された。
インターネット上の視聴動向調査、マーケティング事業を行う。2012年7月1日、ネットレイティングス株式会社からニールセン株式会社に社名変更し、2017年1月1日、ニールセン デジタル株式会社に社名変更した。